# Вім Рейсберген
Вім Рейсберген (нід. Wim Rijsbergen, нар. 18 січня 1952, Лейден) — нідерландський футболіст, що грав на позиції захисника. По завершенні ігрової кар'єри — тренер.
Виступав, зокрема, за «Феєнорд» та «Нью-Йорк Космос», а також національну збірну Нідерландів, з якою став віце-чемпіоном світу 1974 і 1978 року та бронзовим призером чемпіонату Європи 1976 року.

## Клубна кар'єра
Народився 18 січня 1952 року в місті Лейден. Вихованець футбольної школи клубу «Роденбург». У дорослому футболі дебютував 1970 року виступами за команду третього дивізіону «Зволле», в якій провів один сезон, взявши участь у 26 матчах чемпіонату.

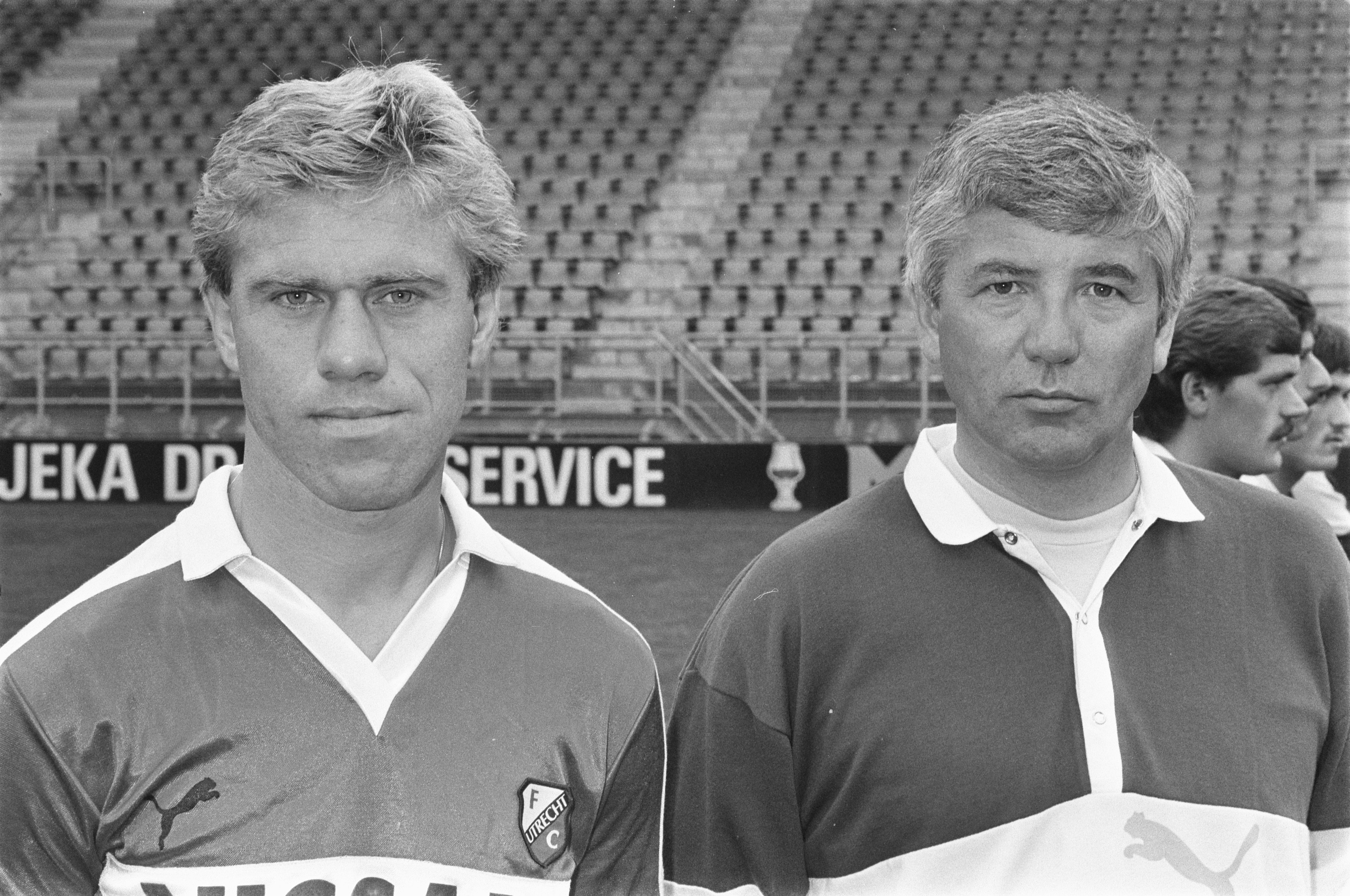
Вім Рейсберген разом з тренером «Утрехта» Нолом де Рейтером на презентації після переходу до клубу у 1984 році.

Своєю грою за цю команду привернув увагу представників тренерського штабу клубу «Феєнорд», до складу якого приєднався 1971 року. Відіграв за команду з Роттердама наступні сім сезонів своєї ігрової кар'єри. Більшість часу, проведеного у складі «Феєнорда», був основним гравцем захисту команди і 1974 року з командою виборов титул чемпіона Нідерландів та став володарем Кубка УЄФА, забивши вирішальний гол в другому фінальному матчі проти «Тоттенгем Готспур» (2:0).
Згодом у сезоні 1978/79 Рейсберген виступав а французьку «Бастію», після чого перейшов до легендарної американської команди «Нью-Йорк Космос» і протягом п'яти сезонів захищав кольори клубу у Північноамериканській футбольній лізі, на той момент вищому дивізіоні США, виступаючи з такими світовими зірками як Карлос Альберто, Франц Бекенбауер, Джорджо Кіналья, Йоган Нескенс та інші і 1980 та 1982 року двічі виграв турнір з командою.
У 1983 році Вім повернувся на батьківщину, ставши гравцем клубу «Гелмонд Спорт», а завершив ігрову кар'єру у команді «Утрехт», за яку виступав протягом 1984—1986 років, вигравши 1985 року свій останній трофей — Кубок Нідерландів.

## Виступи за збірну
5 червня 1974 року дебютував в офіційних матчах у складі національної збірної Нідерландів в товариському матчі проти збірної Румунії, що завершився з рахунком 0:0 і того ж місяця поїхав з командою на чемпіонат світу 1974 року у ФРН, на якому зіграв у всіх семи матчах і завоював срібні медалі.
Згодом у складі збірної був учасником чемпіонату Європи 1976 року в Югославія, на якому команда здобула бронзові нагороди, а Рейсберген зіграв одну гру проти Чехословаччини (1:3).

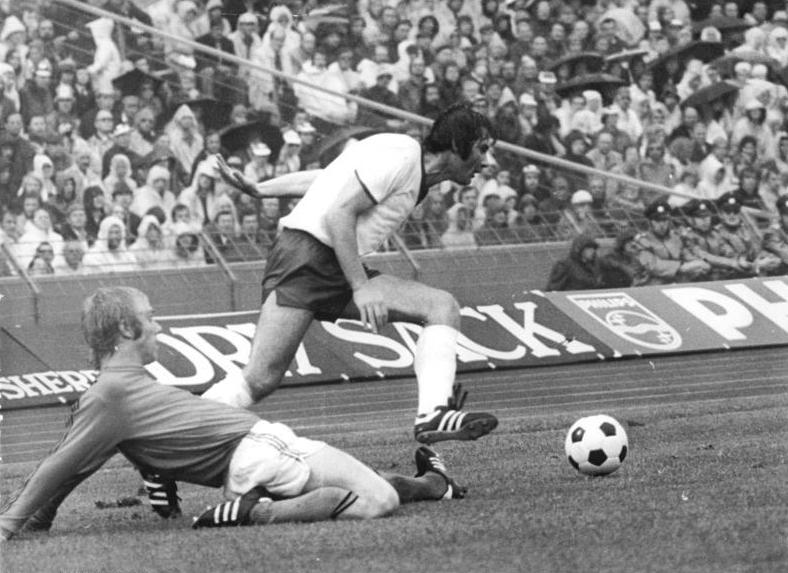
Вім Рейсберген на чемпіонаті світу 1974 року в підкаті вибиває м'яч у гравця збірної НДР Петера Дукке.

За два роки Рейсберген поїхав на другий для себе чемпіонат світу 1978 року в Аргентині, де знову разом з командою здобув «срібло». Цього разу Вім зіграв у трьох матчах групового етапу, причому останній матч зі збірною Шотландії, що завершився поразкою голландців з рахунком 2:3, став для Рейсбергена останнім у складі національної збірної. Загалом протягом кар'єри у національній команді, яка тривала 5 років, провів у її формі 28 матчів, забивши 1 гол.

## Кар'єра тренера
Розпочав тренерську кар'єру відразу ж по завершенні кар'єри гравця, 1986 року, ставши тренером молодіжної команди клубу «Аякс», після чого працював з молодіжкою «Дордрехта», а 1989 року вперше очолив першу команду, нею став його рідний «Роденбург», де він попрацював до 1991 року.
В подальшому тренував інші нідерландські команди ДВС, «Волендам», «НАК Бреда» та «Гронінген», а 1998 року покинув Нідерланди і працював по світу, спочатку тренуючи чилійський клуб «Універсідад Католіка», а потім саудівський «Аль-Іттіфак».
2003 року Рейсберген став асистентом свого співвітчизника Лео Бенгаккер спочатку у мексиканській «Америці», а потім і у збірній Тринідаду і Тобаго. Нідерландському тандему вдалось вивести карибську збірну вперше в її історії на чемпіонат світу 2006 року в Німеччині, після якого Бенгаккер покинув посаду і Рейсберген став новим головним тренером. Під його керівництвом Тринідаду і Тобаго стало фіналістом домашнього Карибського кубка і кваліфікувався на розіграш Золотого кубка КОНКАКАФ 2007 року у США. Там тринідадці виступили невдало, посівши останнє місце з одним очком, після чого Рейсберген покинув збірну.
У січні 2011 року Рейсберген підписав контракт з клубом ПСМ (Макасар) з Індонезії, а вже 14 липня 2011 року було оголошено, що голландець також за сумісництвом буде призначений тимчасовим тренером національної збірної Індонезії. Через два дні він підписав дворічний контракт, але вже за півроку, 13 січня 2012 року він став технічним директором Індонезійської футбольної асоціації. Згодом протягом 1997—1998 років очолював тренерський штаб індонезійського клубу «Персібо Боджонегоро».
2019 року став головним тренером національної збірної Соломонових Островів, яку повіз того ж року на Тихоокеанські ігри в Самоа, де команда Рейсберген не змогла подолати груповий етап.

## Титули і досягнення
- Чемпіон Нідерландів (1):

«Феєнорд»: 1973–74
- Володар Кубка Нідерландів (1):

«Утрехт»: 1984–85
- Переможець Північноамериканської футбольної ліги (2):

«Нью-Йорк Космос»: 1980, 1982
- Володар Кубка УЄФА (1):

«Феєнорд»: 1973–74
- Віце-чемпіон світу: 1974, 1978